# Libreboot
Libreboot (wcześniej znany także jako GNU Libreboot) – projekt wolnego oprogramowania bazowany na coreboot, który ma na celu zastąpić własnościowe oprogramowanie BIOS znajdujące się na większości komputerów. Libreboot ułatwia korzystanie z Coreboot poprzez automatyzację procesu kompilacji i instalacji.

## Wspierany sprzęt
Libreboot oficjalnie wspiera niektóre płyty główne przeznaczone do komputerów osobistych, do serwerów i stacji roboczych oraz laptopy zarówno x86, jak i ARM.

### Komputery desktop
- Gigabyte GA-G41M-ES2L
- Intel D510MO i D410PT
- Intel D945GCLF
- Apple iMac 5,2
- Dell Precision T1650
- HP Elite 8300 USDT
- HP Elite 8200 SFF/MT
- HP Elite 6200 Pro Business

### Serwery/Stacje robocze
- ASUS KCMA-D8
- ASUS KGPE-D16
- ASUS KFSN4-DRE

### Laptopy (ARM)
- ASUS Chromebook Flip C101
- Samsung Chromebook Plus v1

### Laptopy (Intel, x86)
- Lenovo ThinkPad X60 / X60S / X60 Tablet
- Lenovo ThinkPad X200 / X200S / X200 Tablet
- Lenovo ThinkPad X201 / X201S / X201 Tablet
- Lenovo Thinkpad X230 / X230 Tablet
- Lenovo ThinkPad X301
- Lenovo ThinkPad R400
- Lenovo ThinkPad R500
- Lenovo ThinkPad T60 (z układem graficznym Intel)
- Lenovo ThinkPad T400 / T400S
- Lenovo ThinkPad T420 / T420S
- Lenovo ThinkPad T430
- Lenovo ThinkPad T440p
- Lenovo ThinkPad T500
- Lenovo ThinkPad T530
- Lenovo ThinkPad W500
- Lenovo ThinkPad W530
- Lenovo ThinkPad W541
- Apple MacBook1,1 i MacBook2,1
- Dell Latitude E6400 / E6400 XFR / E6400 ATG
- Dell Latitude E6430 (z układem graficznym Intel)
- HP EliteBook 2170p
- HP EliteBook 2560p
- HP EliteBook 2570p
- HP EliteBook 8460p
- HP EliteBook 8470p
- HP EliteBook Folio 9470m